# Luminol
Luminolul (C8H7N3O2) este o substanță care prezintă proprietatea de chemoluminiscență, devenind strălucitoare în combinație cu un agent oxidant. Substanța este un cristal alb-gălbui solubil în apă și în solvenți polari. În criminalistică, luminolul este folosit pentru a detecta sângele la locul crimei, deoarece substanța reacționează cu fierul din hemoglobină. De asemenea, este folosit de biologi pentru detecția cuprului, fierului și cianurilor.